# Đêm Kupala
Đêm Kupala, (tiếng Nga: Иван-Купала, tiếng Belarus: Купалле; tiếng Ukraina: Івана Купала; tiếng Ba Lan: Noc Kupały), còn được gọi là Lễ hội Ivanа-Kupala, là một ngày lễ truyền thống của người đông Slav được tổ chức tại Ukraine, Ba Lan, Bêlarut và Nga trong đêm từ ngày 6 đến 7 tháng 7 (theo lịch Gregory). (Điều này tương ứng với 23-24 tháng 6 trên lịch Julius truyền thống của các quốc gia này) Lịch- này nó trái ngược với kỳ nghỉ mùa đông Koliada. Lễ kỷ niệm liên quan đến ngày hạ chí khi đêm là ngắn nhất và bao gồm một số nghi lễ Slav.

## Lịch sử

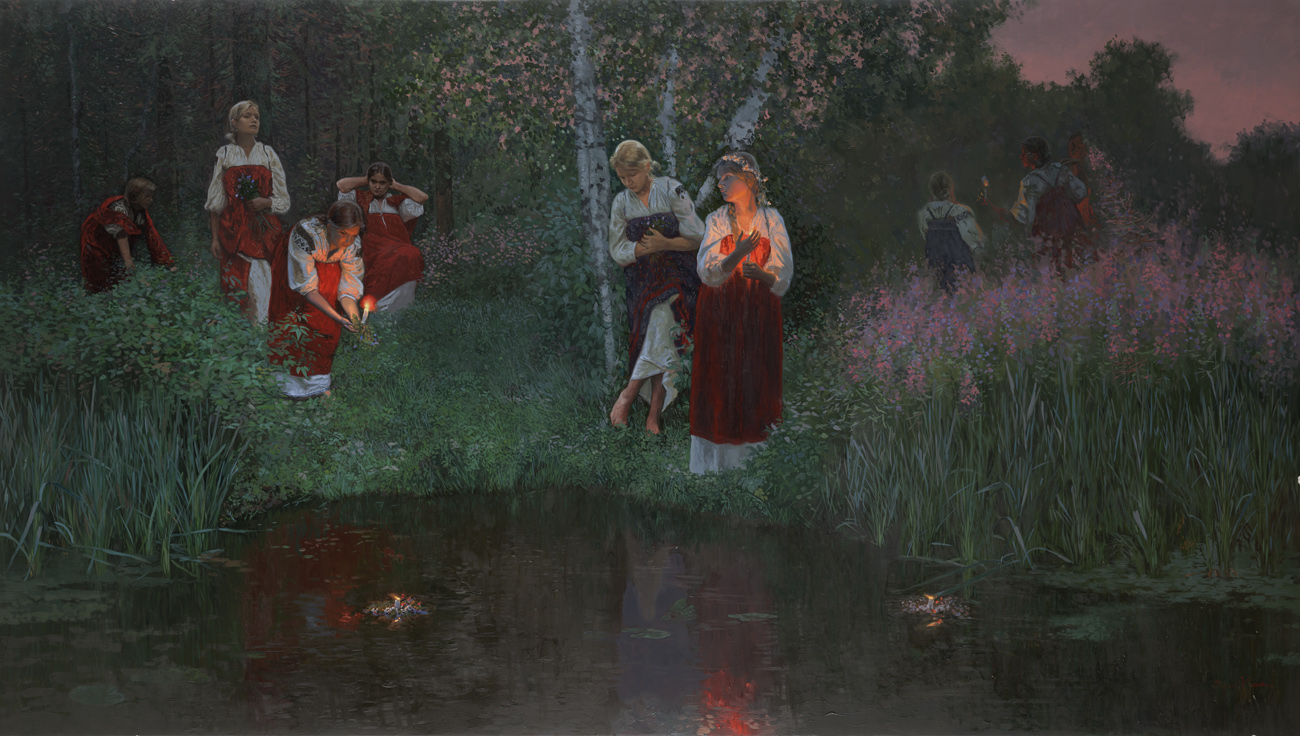
Simon Kozhin. Đêm Kupala, bói toán trên vòng hoa.

Tên của ngày lễ ban đầu là Kupala; một nghi thức sinh sản Pagan giáo sau đó được chuyển thể thành lịch Cơ đốc giáo chính thống bằng cách kết nối nó với Ngày thánh John được tổ chức vào ngày 24 tháng 6.
Tên gọi trong tiếng Ukraine, Belarus và Nga của lễ hội này bao gồm"Ivan"(John, trong trường hợp này là John the Baptist) và Kupala được cho là có nguồn gốc từ chữ Slav để chỉ việc tắm, cùng nguồn gốc. Tuy nhiên, nó có khả năng bắt nguồn từ tiền tố kump trong tiếng Slavic, một tập hợp. Hai ngày lễ có thể được kết nối bằng cách diễn giải lại những người rửa tội của John thông qua việc ngâm mình hoàn toàn trong nước. Tuy nhiên, truyền thống của Kupala có trước Kitô giáo. Lễ kỷ niệm Pagan giáo đã được điều chỉnh và tái lập thành một trong những truyền thống Kitô giáo bản địa đan xen với văn hóa dân gian địa phương.
Ngày lễ vẫn được tổ chức nhiệt tình bởi những người trẻ tuổi ở Đông Âu. Đêm trước ngày lễ (đêm Tvorila) được coi là đêm dành cho những trò nghịch ngợm"hài hước"(đôi khi sẽ làm tăng sự quan tâm của các cơ quan thực thi pháp luật). Vào ngày của Ivan Kupala, trẻ em tham gia vào các trận đánh nước và thực hiện những trò đùa, chủ yếu liên quan đến việc đổ nước lên người.

## Tín ngưỡng tôn giáo dân gian và Slav

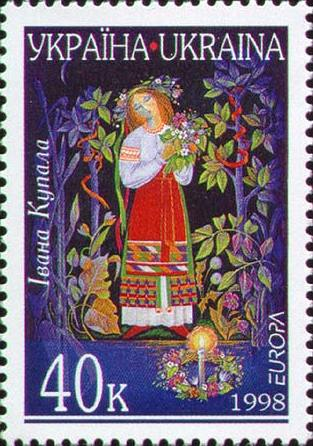
Івана Купала (Ivanа-Kupala) Tem của Ukraine (1998)

Nhiều nghi thức liên quan đến ngày lễ này được kết nối với vai trò của nước trong khả năng sinh sản và thanh lọc nghi lễ. Điều này là do các nghi thức Kupala cổ đại. Vào ngày Kupala, những người trẻ tuổi nhảy qua ngọn lửa trong một bài kiểm tra nghi thức về lòng dũng cảm và đức tin. Nếu một cặp đôi đang yêu nhau thất bại khi hoàn thành bước nhảy, trong khi nắm tay nhau, là một dấu hiệu của sự chia ly định mệnh của họ. 

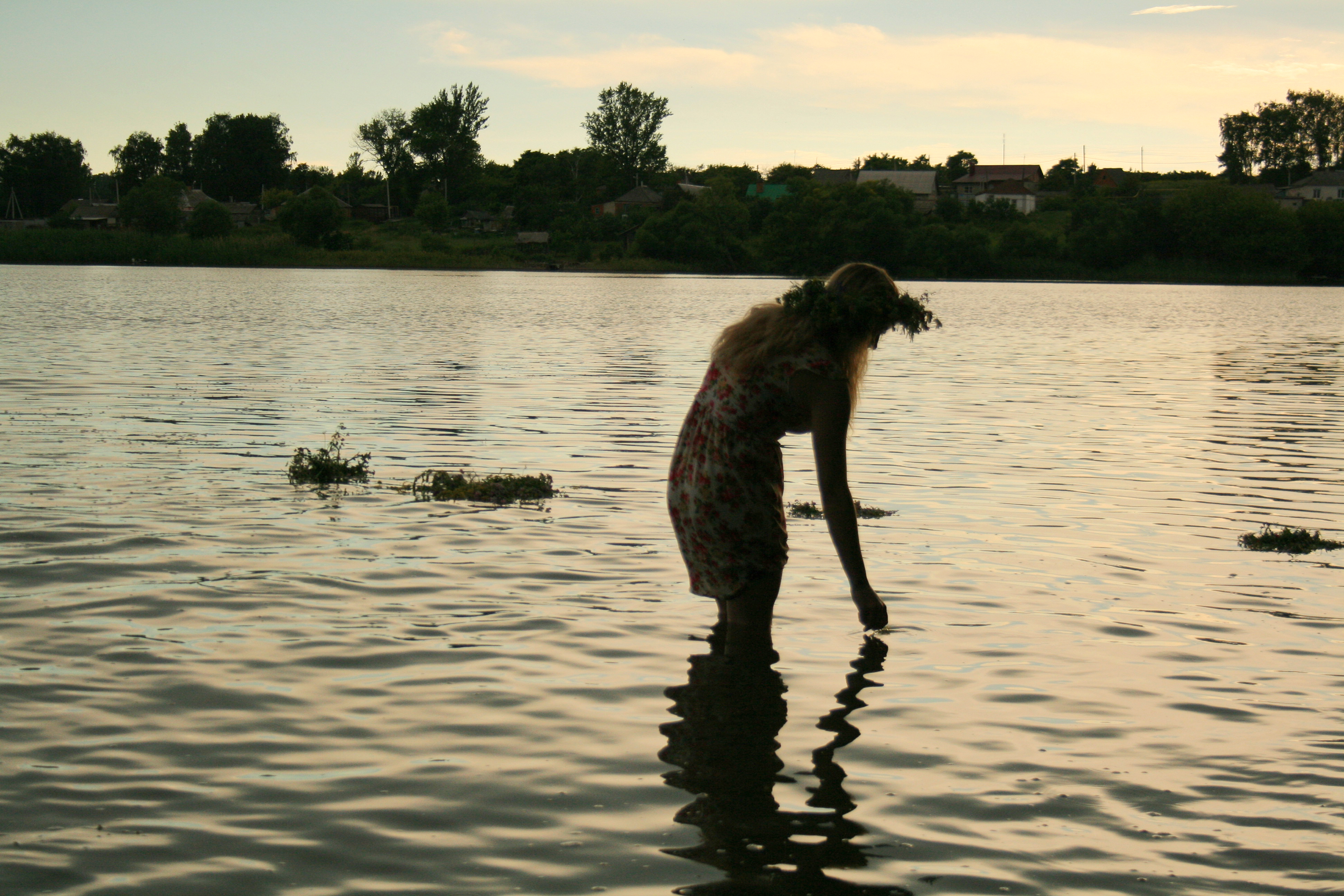
Vòng hoa ném trong nước vào ngày lễ Ivan Kupala của Thánh John the Baptist, ở Nga

Các cô gái có thể thả vòng hoa (thường được thắp sáng bằng nến) trên các dòng sông và cố gắng đẩy nó càng xa càng tốt để cầu mong mối quan hệ lãng mạn của họ từ dòng chảy của những bông hoa trên sông. Đàn ông có thể cố gắng để chụp vòng hoa, với hy vọng chiếm được sự quan tâm của người phụ nữ đã thả nó. 

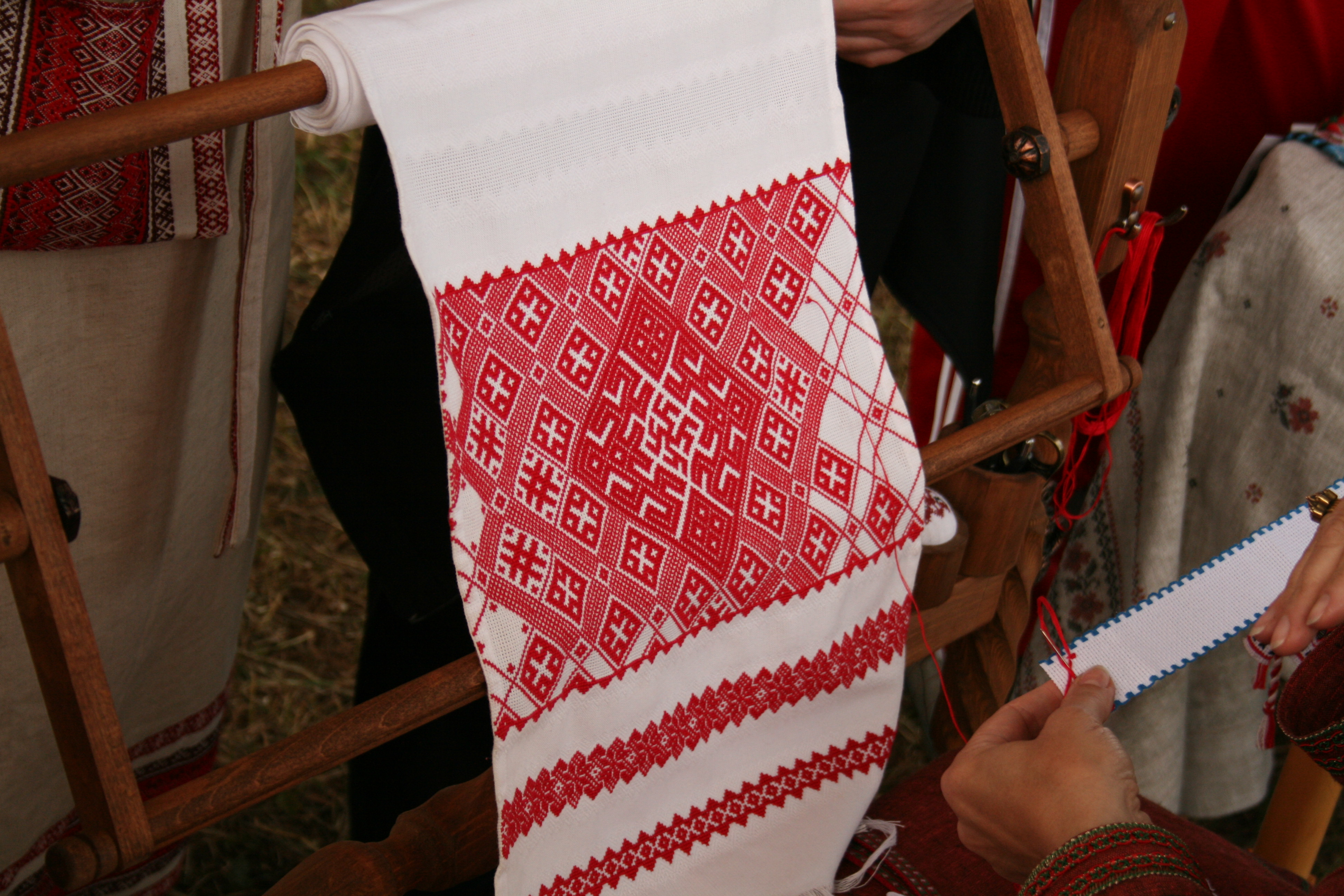
Ngày Ivan Kupala ở Belgorod, Nga

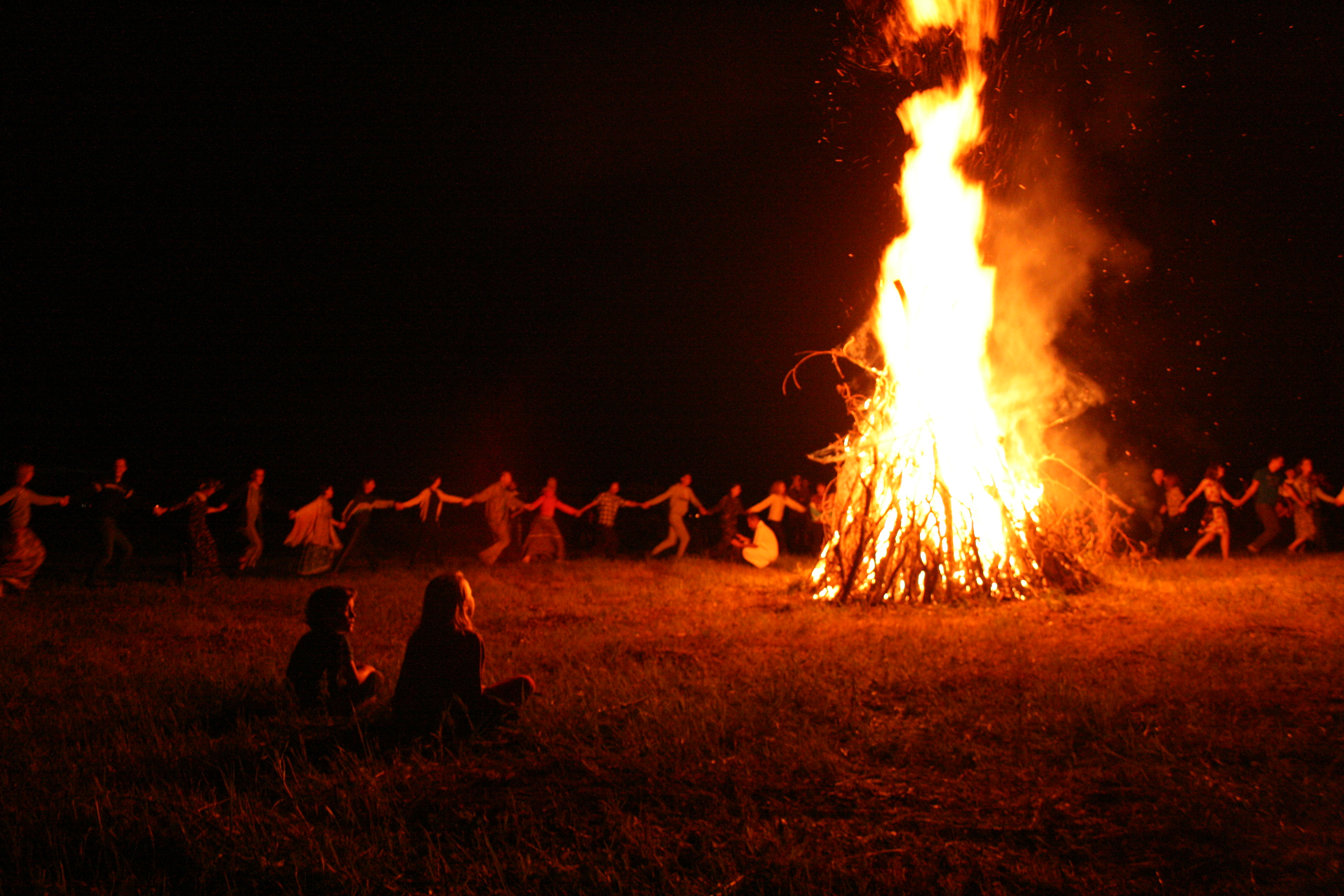
Khorovod quanh đống lửa. Đêm Ivan Kupala ở tỉnh Belgorod. Ngày 24 tháng 6 năm 2017

Có một niềm tin của người Kupala cổ đại rằng đêm trước của Ivan Kupala là thời điểm duy nhất trong năm khi dương xỉ nở hoa. Sự thịnh vượng, may mắn, sự sáng suốt và quyền lực đã từng tìm thấy một bông hoa dương xỉ. Do đó, vào đêm đó, dân làng đi lang thang trong rừng để tìm kiếm các loại thảo mộc kỳ diệu, và đặc biệt là hoa dương xỉ khó có thể tìm thấy.
Theo truyền thống, phụ nữ chưa kết hôn, được trang trí bằng vòng hoa trên tóc, là những người đầu tiên vào rừng. Họ được theo dõi bởi những chàng trai trẻ. Do đó, việc tìm kiếm các loại thảo mộc và hoa dương xỉ có thể dẫn đến sự nở rộ của các mối quan hệ giữa các cặp trong rừng.
Dương xỉ không phải là thực vật hạt kín (thực vật có hoa), và thay vào đó sinh sản bằng bào tử; chúng không thể ra hoa.
Trong câu chuyện của Gogol Đêm giao thừa của Ivan Kupala, một chàng trai trẻ tìm thấy bông hoa dương xỉ tuyệt vời, nhưng bị nó nguyền rủa. Câu chuyện của Gogol có thể là tác nhân kích thích Modest Mussorgsky sáng tác bài thơ giai điệu của ông Đêm trên núi Bald, được Yuri Ilyenko chuyển thể thành một bộ phim cùng tên.